# Международная книга
«Международная книга» — советская и российская внешнеторговая организация, занимавшаяся экспортно-импортными торговыми операциями с книгами, периодикой, аудио- и видеопродукцией. В советский период носило название Всесоюзное объединение «Международная книга».

## История общества
Организация была основано в 1923 году. Первым директором стал Николай Накоряков. Одно из отделений размещалось в Москве, на Кузнецком мосту. Здание, которое в советское время отдали акционерному обществу, в 1860-х предназначалось под небольшие книжные магазины, с 1890-х там разместился книжный магазин известного «Товарищества М. О. Вольф».
В 1930 году бывшее акционерное общество «Международная книга» было преобразовано во всесоюзное внешнеторговое объединение, располагавшее многочисленным штатом служащих и отличавшееся хорошей организацией труда. В это время оно проводило свои торговые операции не только за рубежом, но и во многих городах и республиках нашей страны.
В 1984 году «Международная книга» состояла из пяти отделов: «Совинпериодика», «Совискусство» (пластинки, кинофильмы, графика, диапозитивы и проч.), «Совинфилателия», «Совинкнига» и «Союзкнига». «Совинкнига» занималась экспортом советских книг, «Союзкнига» импортом зарубежных книг в СССР (отдел упразднён в 1990). Организация имела свои представительства во многих странах. До основания ВААП в её компетенцию входили также юридические сделки, относящиеся к переводам. «Международная книга» с 1977 входила в число устроителей международной книжной ярмарки.
С распадом СССР вновь превратилась в акционерное общество открытого типа.
В январе 2012 ОАО «Международная книга» обратилось в Арбитражный суд Москвы с заявлением о признании себя банкротом. В марте суд ввёл наблюдение.
ОАО «Международная книга» было ликвидировано решением Арбитражного суда Москвы от 4 марта 2013 года.

## Руководство
Председателями «Международной книги» были И. И. Ионов (1932—193.), Н. С. Клестов (1936—1939), Ю. М. Каганович (1947—1949), А. А. Змеул (1951—1962) и др.
Антикварный отдел общества возглавлял со дня основания знаток старой русской книги П. П. Шибанов, известный библиофил, член династии книгопродавцев Шибановых.

## Деятельность
В 1925 г. П. П. Шибанов вместе со С. А. Львовым и П. Н. Матыновым принимает участие в розысках и отборе старых академических изданий для юбилейной выставки к 200-летию Академии наук. Выставка была организована «Международной книгой» в Москве при содействии Академии наук СССР.

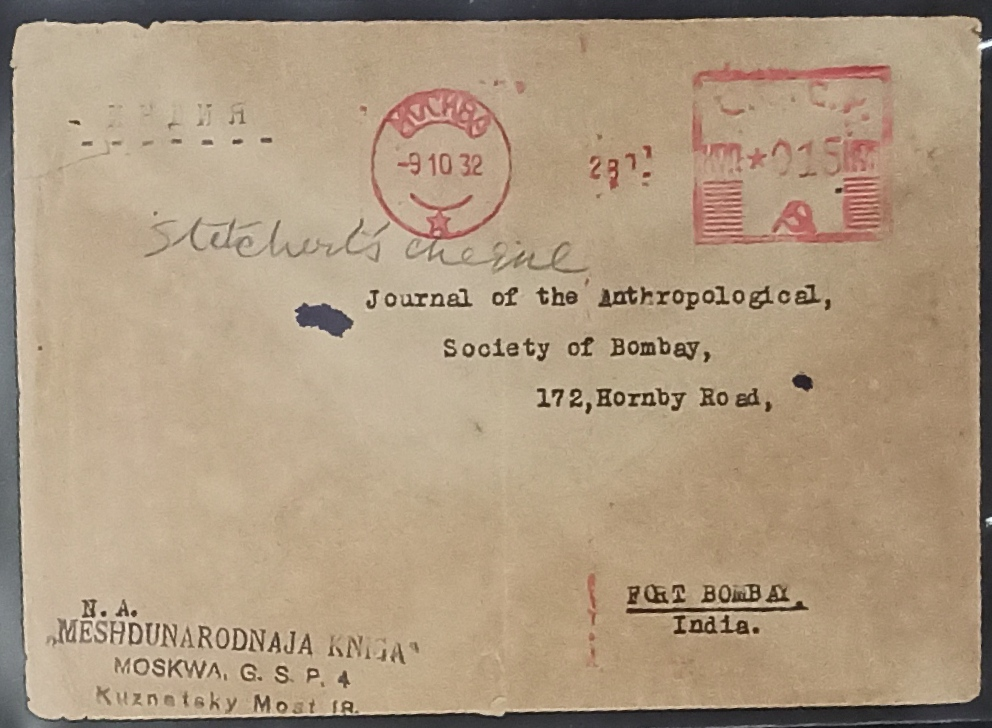
Письмо от АО «Международная книга» в Антропологическое общество Бомбея, 1932 год

В 1925 г. выпущен специальный юбилейный каталог антикварных книг для продажи. В каталог вошла литература об Академии наук, академиках, а также перечислялись книги, напечатанные в академической типографии с 1720 по 1925 год.
В 1927 г. издана брошюра «Desiderata русского библиофила: Редчайшие книги и их современная расценка». Тираж издания — 200 нумерованных экземпляров. Расценки были произведены Шибановым в интересах антикварного магазина «Международная книга», в котором он тогда работал.
В 1931 г. в Севастополе для командного состава Черноморского флота организованы курсы по изучению иностранных языков. Для обеспечения занятий была необходима специализированная иностранная литература. Библиотека Севастополя заключила с «Международной книгой» договор, по которому в обмен на несколько старых, ценных книг из фонда они получали подписку на несколько сотен рублей на иностранные журналы и книги.
С 1924 по 1936 гг. московское отделение «Международной книги» выпустило 78 каталогов, Ленинградское — более 100.
Каталоги антикварных книг, выпущенные в период с 1924 по 1936 годы обществом «Международная книга», в настоящее время можно рассматривать как интересный источник информации для специалистов и коллекционеров.

## Переиздание
Каталог антикварных книг АО «Международная книга» 1924—1936 годов: Конволют из 78 каталогов. В 6-ти тт. — СПб.: Альфарет, 2006